# Maschane diversa
Maschane diversa är en fjärilsart som beskrevs av Paul Dognin 1911. Maschane diversa ingår i släktet Maschane och familjen tandspinnare. Inga underarter finns listade i Catalogue of Life.